# Viciria diademata
Viciria diademata är en spindelart som beskrevs av Simon 1902. Viciria diademata ingår i släktet Viciria och familjen hoppspindlar. Inga underarter finns listade i Catalogue of Life.